# Чепурський Микола Володимирович
Микола Володимирович Чепурський (нар. 1 квітня 1943, Іркутськ, РРФСР — пом. 19 травня 2011, Чернівці, Україна) — радянський футболіст, воротар. Професійну кар'єру гравця провів у чернівецькій «Буковині», львівському СКА та кіровоградській «Зірці».

## Життєпис
Вихованець буковинського футболу, у 1961 році перспективного гравця разом з групою інших (Володимир Воронюк, Роман Гаврилець, Валерій Семенов) зарахували у команду майстрів: «Авангард» (Чернівці). А в 1962 році дебютував в складі чернівецького клубу у «Класі Б» (перша союзна ліга). В той час конкурував за місце у воротах з Валерієм Алабужевим, проте вже наступного сезону став основним голкіпером.
У 1964 році був призваний на службу в збройні сили, де по направленню потрапив в спортивний клуб армії міста Львів. Виступав в складі «армійців» протягом року та провів за них 13 офіційних матчів. У кубку разом з командою дійшов до чвертьфінальної стадії (вийшов на заміну на 75 хвилині), де зазнав поразки від майбутнього фіналіста «Крилья Совєтов». За вихід до півфіналу усі б футболісти отримали звання майстрів спорту СРСР, але і таке просування було оцінене високо.
Згодом виступав в клубі «Зірка» (Кіровоград), а в 1967 повернувся в рідну команду, яка змінила свою назву на «Буковина». Всього за «Буковину» («Авангард») провів 71 офіційну гру (70 в чемпіонаті і 1 в кубку). По завершенню кар'єри працював дитячо-юнацьким тренером, в різний час тренував голкіперів чернівецької команди.
Виступав за ветеранську команду «Буковини» та збірну України серед ветеранів. Пішов з життя 19 травня 2011 року.